# 沃特福德 (印第安納州)
沃特福德（英語：Waterford）是位於美國印地安納州拉波特縣的一個非建制地區。該地的面積和人口皆未知。